# Anastassia Matvienko
Anastassia Matvienko (en rus: Анастасия Матвиенко), (Sebastòpol, Ucraïna, 2 de setembre 1982) és una ballarina ucraïnesa actualment primera solista del Teatre Mariïnski de Sant Petersburg, Russia, i considerada una de les millors ballarines del món.

## Carrera professional
Del 1996 fins al 2001 estudià a l'escola estatal de coreografia de Kíev. Des de 2001 fins al 2007 fou la primera ballarina solista del Teatre Nacional de Opera i Ballet d'Ucraïna.
A partir d'Octubre d'aquest any fins al Març de 2009 va ser la prima ballarina de l'òpera i ballet Mikhailovsky, a Sant Petersburg, a on representà: La Bella Dorment (Aurora), Swan Lake (Odette-Odile), La Baiadera (Nikia), el Trencanous (Masha), La Sylphide (Sylph), Giselle (Giselle), Raymonda (Raymonda), Don Quixot (Kitri), Le Corsaire (Medora), Spartacus (Sabina; coreografia deGeorgy Kovtun) i Romeo i Julieta (Juliet).
A partir del Març de 2009 es convertí en la primera solista del Teatre Mariïnski (en rus: Мариинском театре), Sant Petersburg, (Russia) amb el següent repertori:
- Giselle (Giselle); coreografia de Jean Coralli, Jules Perrot, Màrius Petipà.
- La Baiadera (Nikia, Gamzatti); choreography de Màrius Petipà, revised by Vladimir Ponomarev and Vakhtang Chabukiani,
- La Bella Dorment (Aurora); coreografia de Màrius Petipà (reposició de la producció de 1890)
- La Bella Dorment (Aurora); coreografia de Màrius Petipà, revised by Konstantin Sergeyev,
- Swan Lake (Odette-Odile); coreografia de Màrius Petipà and Lev Ivanov, revised by Konstantin Sergeyev,
- Don Quixot (Kitri); coreografia de Alexander Gorsky, after Màrius Petipà,
- Chopiniana (Nocturne, Mazurka, Seventh Waltz, First Waltz); coreografia de Michel Fokine,
- George Balanchine’s Symphony in C (I. Allegro vivo), Tarantella, Scotch Symphony, Serenade, Apollo (Terpsichore), Jewels (Rubies) and A Midsummer Night’s Dream (Hippolyta),
- Romeo and Juliet (Juliet); coreografia de Leonid Lavrovsky,
- El trencanous (princesa Masha), coreografia de Vasily Vainonen,
- Alexei Ratmansky's ballets: The Little Humpbacked Horse (Tsar Maiden),
- Ventafocs (Cinderella),
- In the Night, coreografia de Jerome Robbins,
- Without; coreografia de Benjamin Millepied.
- Grand pas classique; coreografia de Viktor Gzovsky,
- Radio and Juliet; coreografia d'Edward Clug.

El 16 d'agost de 2013 representà aquesta darrera, Radio and Juliet, al Festival de Perelada a on destacà la seva impecable tècnica i personalitat escènica.

## Premis i guardons
- Plata al IV International Serge Lyfar ballet competition (2002)
- Millor duet i primer premi de la prensa al Varna International ballet competition (2004)
- Medalla d'or al X International Ballet Competition and Contest of Choreographers, Moscow (2005)
- Guardó amb el Premi internacional de Ballet "DANCE OPEN" a la categoria "Best Partners" (2011)